# Мадут Бјар Јел
Мадут Бјар Јел (енгл. Madut Biar Yel) је министар за комуникације у Влади Јужног Судана. На позицију је постављен 10. јула 2011. од стране председника државе и премијера Салве Кира Мајардита. Мандат министра је у трајању од пет година. Претходно је обављао функцију министра за комуникације и поштанске услуге у Влади Аутономног региона Јужни Судан од 2005. до 2010. године.